# Torregrossa
Torregrossa là một đô thị trong tỉnh Lérida, cộng đồng tự trị Cataluña Tây Ban Nha. Đô thị Torregrossa có diện tích là 40,6 ki-lô-mét vuông, dân số năm 2009 là 2251 người với mật độ 55,44 người/km². Đô thị Torregrossa có cự ly km so với tỉnh lỵ Lérida.